# TOUCHABLE
TOUCHABLE（タッチャブル）はパートナーブランド加盟のアダルトゲームブランド。

## 概要
サイバーワークスのブランド「駒屋」のスタッフが独立して設立された。パートナーブランド加盟ブランドで唯一と言っていいほど陵辱を前面に押し出した内容のゲームの製作を続けており、原画は全てスミスミが手がけているのが特徴。サブブランドに「あんたっちゃぶる」がある。

## 作品一覧
- 2001年2月23日 - Dolls Antique 〜人形達の館〜
- 2001年12月28日 - TWILIGHT DUAL
- 2003年2月14日 - あいあん・めいど 〜恋のご奉仕大作戦〜
- 2004年8月13日 - るな・るな! 〜Lunar Lunatic〜
- 2005年5月27日 - 侵蝕 〜淫魔の生贄〜
- 2006年9月29日 - 魔法少女マナ
- 2007年11月30日 - 侵蝕2 〜淫魔の生贄〜
- 2008年10月24日 -　触装天使セリカ
- 2010年9月24日 -　侵蝕3 〜淫魔の生贄〜
- 2011年10月28日 -　デイドリーム・ビリーバー
- 2012年8月31日 -　触装天使セリカ2
- 2015年1月30日 - 侵蝕 零 〜淫魔の生贄〜
- 2015年3月27日 - TOUCHABLE BOX1: 触手パック
- 2015年12月18日 - 触装天使セリカVSヴァイオレートイドム
- 2016年3月25日 - 想聖天使クロスエモーション
- 2016年8月5日 - 触装天使セリカ:復讐のスラッグミニオン編
- 2017年2月24日 - 想聖天使クロスエモーション外伝1ラピスラズリ淫闘編
- 2017年3月31日 - 想聖天使クロスエモーション外伝2 もう一人のクロスデザイア編
- 2017年6月30日 - 想聖天使クロスエモーション外伝3 想聖天使VS触装天使編
- 2017年6月30日 - 想聖天使クロスエモーション外伝 サーチアンドデストロイモード
- 2018年1月26日 - 想聖天使クロスエモーション外伝4
- 2018年3月30日 - 想聖天使クロスエモーション外伝5
- 2018年7月27日 - 想聖天使クロスエモーション外伝6

その他
- 2002年5月31日 - Destiny（外部開発。D.O.で発売）
- 2002年9月20日 - リリカル☆ミント（「あんたっちゃぶる」ブランドとして発売。原画はスミスミではない。）